# 1-Éthyl-3-(3-diméthylaminopropyl)carbodiimide
Pour les articles homonymes, voir EDC.
Le 1-éthyl-3-(3-diméthylaminopropyl)carbodiimide (EDC, EDAC, EDCI) est un carbodiimide soluble dans l'eau contrairement au dicyclohexylcarbodiimide et qui est habituellement obtenu sous forme de chlorhydrate. Il est typiquement employé dans une gamme de pH de 4,0 à 6,0 et il est utilisé généralement comme agent d'activation d'acides carboxyliques pour former par couplage avec des amines primaires, des liaisons amide dans des conditions très douces (eau, CNTP). De plus, L'EDC peut être aussi utilisé pour activer les groupes phosphate et former des phosphomonoesters et des phosphodiesters. L'usage courant de ce carbodiimide inclut également la réticulation d'acides nucléiques et aussi la préparation d'immunoconjugates (en). L'EDC est souvent utilisé en combinaison avec le N-hydroxysuccinimide (NHS) pour la fixation de larges biomolécules.

## Synthèse
Le 1-éthyl-3-(3-diméthylaminopropyl)carbodiimide peut être préparé par couplage de l'isocyanate d'éthyle avec la N,N-diméthylpropane-1,3-diamine pour donner une urée (carbamide), suivi d'une déshydratation :

Ce composé est facilement disponible commercialement.